# Olimpiai érmesek listája evezésben (férfiak)
Ez a lap a férfi olimpiai érmesek listája evezésben 1900-tól 2020-ig.

## Éremtáblázat
| A nyári olimpiai játékok éremtáblázata férfi evezésben | A nyári olimpiai játékok éremtáblázata férfi evezésben | A nyári olimpiai játékok éremtáblázata férfi evezésben | A nyári olimpiai játékok éremtáblázata férfi evezésben | A nyári olimpiai játékok éremtáblázata férfi evezésben | Olimpia  |
| ------------------------------------------------------ | ------------------------------------------------------ | ------------------------------------------------------ | ------------------------------------------------------ | ------------------------------------------------------ | -------- |
|                                                        | Ország                                                 | Arany                                                  | Ezüst                                                  | Bronz                                                  | Összesen |
| 1.                                                     | Egyesült Államok (USA)                                 | 29                                                     | 22                                                     | 19                                                     | 70       |
| 2.                                                     | Nagy-Britannia (GBR)                                   | 27                                                     | 19                                                     | 12                                                     | 58       |
| 3.                                                     | NDK (GDR)                                              | 20                                                     | 4                                                      | 7                                                      | 31       |
| 4.                                                     | Németország (GER)                                      | 15                                                     | 10                                                     | 10                                                     | 35       |
| 5.                                                     | Szovjetunió (URS)                                      | 11                                                     | 14                                                     | 6                                                      | 31       |
| 6.                                                     | Olaszország (ITA)                                      | 10                                                     | 14                                                     | 16                                                     | 40       |
| 7.                                                     | Ausztrália (AUS)                                       | 10                                                     | 12                                                     | 11                                                     | 33       |
| 8.                                                     | Új-Zéland (NZL)                                        | 10                                                     | 2                                                      | 8                                                      | 20       |
| 9.                                                     | Franciaország (FRA)                                    | 8                                                      | 14                                                     | 12                                                     | 34       |
| 10.                                                    | Svájc (SUI)                                            | 7                                                      | 8                                                      | 9                                                      | 24       |
| 11.                                                    | Dánia (DEN)                                            | 7                                                      | 4                                                      | 10                                                     | 21       |
| 12.                                                    | Kanada (CAN)                                           | 5                                                      | 11                                                     | 10                                                     | 26       |
| 13.                                                    | Hollandia (NED)                                        | 5                                                      | 8                                                      | 7                                                      | 20       |
| 14.                                                    | NSZK (FRG)                                             | 4                                                      | 4                                                      | 4                                                      | 12       |
| 15.                                                    | Egyesült Német Csapat (EUA)                            | 4                                                      | 4                                                      | 1                                                      | 9        |
| 16.                                                    | Norvégia (NOR)                                         | 3                                                      | 7                                                      | 7                                                      | 17       |
| 17.                                                    | Lengyelország (POL)                                    | 3                                                      | 2                                                      | 9                                                      | 14       |
| 18.                                                    | Finnország (FIN)                                       | 3                                                      | 0                                                      | 3                                                      | 6        |
| 19.                                                    | Románia (ROU)                                          | 2                                                      | 6                                                      | 2                                                      | 10       |
| 20.                                                    | Horvátország (CRO)                                     | 2                                                      | 3                                                      | 2                                                      | 7        |
| 21.                                                    | Csehszlovákia (TCH)                                    | 2                                                      | 2                                                      | 7                                                      | 11       |
| 22.                                                    | Szlovénia (SLO)                                        | 1                                                      | 1                                                      | 3                                                      | 5        |
| 22.                                                    | Jugoszlávia (YUG)                                      | 1                                                      | 1                                                      | 3                                                      | 5        |
| 24.                                                    | Argentína (ARG)                                        | 1                                                      | 1                                                      | 2                                                      | 4        |
| 25.                                                    | Görögország (GRE)                                      | 1                                                      | 1                                                      | 1                                                      | 3        |
| 25.                                                    | Dél-afrikai Köztársaság (RSA)                          | 1                                                      | 1                                                      | 1                                                      | 3        |
| 27.                                                    | Írország (IRL)                                         | 1                                                      | 1                                                      | 0                                                      | 2        |
| 28.                                                    | Oroszország (RUS)                                      | 1                                                      | 0                                                      | 2                                                      | 3        |
| 29.                                                    | Nemzetközi Csapat (ZZX)                                | 1                                                      | 0                                                      | 0                                                      | 1        |
|                                                        |                                                        |                                                        |                                                        |                                                        |          |
| 30.                                                    | Belgium (BEL)                                          | 0                                                      | 5                                                      | 1                                                      | 6        |
| 31.                                                    | Ausztria (AUT)                                         | 0                                                      | 3                                                      | 2                                                      | 5        |
| 32.                                                    | Csehország (CZE)                                       | 0                                                      | 3                                                      | 1                                                      | 4        |
| 33.                                                    | Észtország (EST)                                       | 0                                                      | 2                                                      | 1                                                      | 3        |
| 34.                                                    | Svédország (SWE)                                       | 0                                                      | 2                                                      | 0                                                      | 2        |
| 35.                                                    | Uruguay (URU)                                          | 0                                                      | 1                                                      | 3                                                      | 4        |
| 36.                                                    | Magyarország (HUN)                                     | 0                                                      | 1                                                      | 2                                                      | 3        |
| 37.                                                    | Litvánia (LTU)                                         | 0                                                      | 1                                                      | 0                                                      | 1        |
| 37.                                                    | Spanyolország (ESP)                                    | 0                                                      | 1                                                      | 0                                                      | 1        |
|                                                        |                                                        |                                                        |                                                        |                                                        |          |
| 39.                                                    | Bulgária (BUL)                                         | 0                                                      | 0                                                      | 2                                                      | 2        |
| 40.                                                    | Ukrajna (UKR)                                          | 0                                                      | 0                                                      | 1                                                      | 1        |
| 40.                                                    | Kína (CHN)                                             | 0                                                      | 0                                                      | 1                                                      | 1        |
|                                                        |                                                        |                                                        |                                                        |                                                        |          |
| Összesen                                               | Összesen                                               | 195                                                    | 195                                                    | 198                                                    | 588      |

## Aktuális versenyszámok

### Egypárevezős
| Olimpia                     | Arany                                       | Ezüst                                      | Bronz                                       |
| 1900, Párizs részletek      | Hermann Barrelet · Franciaország (FRA)      | André Gaudin · Franciaország (FRA)         | George Saint Ashe · Nagy-Britannia (GBR)    |
| 1904, St. Louis részletek   | Frank Greer · Egyesült Államok (USA)        | James Juvenal · Egyesült Államok (USA)     | Constance Titus · Egyesült Államok (USA)    |
| 1908, London részletek      | Harry Blackstaffe · Nagy-Britannia (GBR)    | Alexander McCulloch · Nagy-Britannia (GBR) | Bernhard von Gaza · Németország (GER)       |
| 1908, London részletek      | Harry Blackstaffe · Nagy-Britannia (GBR)    | Alexander McCulloch · Nagy-Britannia (GBR) | Levitzky Károly · Magyarország (HUN)        |
| 1912, Stockholm részletek   | William Kinnear · Nagy-Britannia (GBR)      | Polydore Veirman · Belgium (BEL)           | Everard Butler · Kanada (CAN)               |
| 1912, Stockholm részletek   | William Kinnear · Nagy-Britannia (GBR)      | Polydore Veirman · Belgium (BEL)           | Mart Kuusik · Oroszország (RUS)             |
| 1920, Antwerpen részletek   | John B. Kelly, Sr. · Egyesült Államok (USA) | Jack Beresford · Nagy-Britannia (GBR)      | Clarence Hadfield D'Arcy · Új-Zéland (NZL)  |
| 1924, Párizs részletek      | Jack Beresford · Nagy-Britannia (GBR)       | William Gilmore · Egyesült Államok (USA)   | Josef Schneider · Svájc (SUI)               |
| 1928, Amszterdam részletek  | Bobby Pearce · Ausztrália (AUS)             | Kenneth Myers · Egyesült Államok (USA)     | Theodore Collet · Nagy-Britannia (GBR)      |
| 1932, Los Angeles részletek | Henry Pearce · Ausztrália (AUS)             | William Miller · Egyesült Államok (USA)    | Guillermo Douglas · Uruguay (URU)           |
| 1936, Berlin részletek      | Gustav Schäfer · Németország (GER)          | Josef Hasenöhrl · Ausztria (AUT)           | Daniel Barrow · Egyesült Államok (USA)      |
| 1948, London részletek      | Mervyn Wood · Ausztrália (AUS)              | Eduardo Risso · Uruguay (URU)              | Romolo Catasta · Olaszország (ITA)          |
| 1952, Helsinki részletek    | Jurij Tyukalov · Szovjetunió (URS)          | Mervyn Wood · Ausztrália (AUS)             | Teodor Kocerka · Lengyelország (POL)        |
| 1956, Melbourne részletek   | Vjacseszlav Ivanov · Szovjetunió (URS)      | Stuart MacKenzie · Ausztrália (AUS)        | John B. Kelly, Jr. · Egyesült Államok (USA) |
| 1960, Róma részletek        | Vjacseszlav Ivanov · Szovjetunió (URS)      | Achim Hill · Egyesült Német Csapat (EUA)   | Teodor Kocerka · Lengyelország (POL)        |
| 1964, Tokió részletek       | Vjacseszlav Ivanov · Szovjetunió (URS)      | Achim Hill · Egyesült Német Csapat (EUA)   | Gottfried Kottmann · Svájc (SUI)            |
| 1968, Mexikóváros részletek | Henri Jan Wienese · Hollandia (NED)         | Jochen Meißner · NSZK (FRG)                | Alberto Demiddi · Argentína (ARG)           |
| 1972, München részletek     | Jurij Malisev · Szovjetunió (URS)           | Alberto Demiddi · Argentína (ARG)          | Wolfgang Güldenpfennig · NDK (GDR)          |
| 1976, Montréal részletek    | Pertti Karppinen · Finnország (FIN)         | Peter-Michael Kolbe · NSZK (FRG)           | Joachim Dreifke · NDK (GDR)                 |
| 1980, Moszkva részletek     | Pertti Karppinen · Finnország (FIN)         | Vaszilij Jakusa · Szovjetunió (URS)        | Peter Kersten · NDK (GDR)                   |
| 1984, Los Angeles részletek | Pertti Karppinen · Finnország (FIN)         | Peter-Michael Kolbe · NSZK (FRG)           | Robert Mills · Kanada (CAN)                 |
| 1988, Szöul részletek       | Thomas Lange · NDK (GDR)                    | Peter-Michael Kolbe · NSZK (FRG)           | Eric Verdonk · Új-Zéland (NZL)              |
| 1992, Barcelona részletek   | Thomas Lange · Németország (GER)            | Václav Chalupa · Csehszlovákia (TCH)       | Kajetan Broniewski · Lengyelország (POL)    |
| 1996, Atlanta részletek     | Xeno Müller · Svájc (SUI)                   | Derek Porter · Kanada (CAN)                | Thomas Lange · Németország (GER)            |
| 2000, Sydney részletek      | Rob Waddell · Új-Zéland (NZL)               | Xeno Müller · Svájc (SUI)                  | Marcel Hacker · Németország (GER)           |
| 2004, Athén részletek       | Olaf Tufte · Norvégia (NOR)                 | Jüri Jaanson · Észtország (EST)            | Ivo Janakiev · Bulgária (BUL)               |
| 2008, Peking részletek      | Olaf Tufte · Norvégia (NOR)                 | Ondřej Synek · Csehország (CZE)            | Mahé Drysdale · Új-Zéland (NZL)             |
| 2012, London részletek      | Mahé Drysdale · Új-Zéland (NZL)             | Ondřej Synek · Csehország (CZE)            | Alan Campbell · Nagy-Britannia (GBR)        |
| 2016, Rio részletek         | Mahé Drysdale · Új-Zéland (NZL)             | Damir Martin · Horvátország (CRO)          | Ondřej Synek · Csehország (CZE)             |
| 2020, Tokió részletek       | Sztéfanosz Dúszkosz · Görögország (GRE)     | Kjetil Borch · Norvégia (NOR)              | Damir Martin · Horvátország (CRO)           |

### Kétpárevezős
| Olimpia                     | Arany                                                           | Ezüst                                                      | Bronz                                                           |
| 1904, St. Louis részletek   | Egyesült Államok (USA) · John Mulcahy · William Varley          | Egyesült Államok (USA) · Jamie McLoughlin · John Hoben     | Egyesült Államok (USA) · Joseph Ravannack · John Wells          |
| 1908–1912                   | Nem szerepelt az olimpiai programban                            | Nem szerepelt az olimpiai programban                       | Nem szerepelt az olimpiai programban                            |
| 1920, Antwerpen részletek   | Egyesült Államok (USA) · Paul Costello · John B. Kelly, Sr.     | Olaszország (ITA) · Pietro Annoni · Erminio Dones          | Franciaország (FRA) · Gaston Giran · Alfred Plé                 |
| 1924, Párizs részletek      | Egyesült Államok (USA) · Paul Costello · John B. Kelly, Sr.     | Franciaország (FRA) · Marc Detton · Jean-Pierre Stock      | Svájc (SUI) · Rudolf Bosshard · Heinrich Thoma                  |
| 1928, Amszterdam részletek  | Egyesült Államok (USA) · Paul Costello · Charles McIlvaine      | Kanada (CAN) · Joseph Wright Jr. · Jack Guest              | Ausztria (AUT) · Leo Losert · Viktor Flessl                     |
| 1932, Los Angeles részletek | Egyesült Államok (USA) · Kenneth Myers · William Gilmore        | Németország (GER) · Herbert Buhtz · Gerhard Boetzelen      | Kanada (CAN) · Charles Edward Pratt · Noel De Mille             |
| 1936, Berlin részletek      | Nagy-Britannia (GBR) · Jack Beresford · Leslie Southwood        | Németország (GER) · Willi Kaidel · Joachim Pirsch          | Lengyelország (POL) · Roger Verey · Jerzy Ustupski              |
| 1948, London részletek      | Nagy-Britannia (GBR) · Richard Burnell · Bertie Bushnell        | Dánia (DEN) · Ebbe Parsner · Aage Larsen                   | Uruguay (URU) · William Jones · Juan Rodríguez                  |
| 1952, Helsinki részletek    | Argentína (ARG) · Tranquilo Cappozzo · Eduardo Guerrero         | Szovjetunió (URS) · Georgij Zsilin · Igor Jemcsuk          | Uruguay (URU) · Miguel Seijas · Juan Rodríguez                  |
| 1956, Melbourne részletek   | Szovjetunió (URS) · Alekszandr Berkutov · Jurij Tyukalov        | Egyesült Államok (USA) · Bernard Costello · James Gardiner | Ausztrália (AUS) · Murray Riley · Mervyn Wood                   |
| 1960, Róma részletek        | Csehszlovákia (TCH) · Václav Kozák · Pavel Schmidt              | Szovjetunió (URS) · Alekszandr Berkutov · Juri Tyukalov    | Svájc (SUI) · Ernst Hürlimann · Rolf Larcher                    |
| 1964, Tokió részletek       | Szovjetunió (URS) · Borisz Dubrovszkij · Oleg Tyurin            | Egyesült Államok (USA) · Seymour Cromwell · James Storm    | Csehszlovákia (TCH) · Vladimír Andrs · Pavel Hofmann            |
| 1968, Mexikóváros részletek | Szovjetunió (URS) · Anatolij Szassz · Alekszandr Tyimosinyin    | Hollandia (NED) · Henricus Droog · Leendert van Dis        | Egyesült Államok (USA) · John Nunn · William Maher              |
| 1972, München részletek     | Szovjetunió (URS) · Alekszandr Tyimosinyin · Gennagyij Korsikov | Norvégia (NOR) · Frank Hansen · Svein Thøgersen            | NDK (GDR) · Joachim Böhmer · Hans-Ulrich Schmied                |
| 1976, Montréal részletek    | Norvégia (NOR) · Frank Hansen · Alf Hansen                      | Nagy-Britannia (GBR) · Chris Baillieu · Michael Hart       | NDK (GDR) · Hans Ulrich Schmied · Jürgen Bertow                 |
| 1980, Moszkva részletek     | NDK (GDR) · Joachim Dreifke · Klaus Kröppelien                  | Jugoszlávia (YUG) · Zoran Pančić · Milorad Stanulov        | Csehszlovákia (TCH) · Zdeněk Pecka · Václav Vochoska            |
| 1984, Los Angeles részletek | Egyesült Államok (USA) · Brad Alan Lewis · Paul Enquist         | Belgium (BEL) · Pierre-Marie Deloof · Dirk Crois           | Jugoszlávia (YUG) · Zoran Pančić · Milorad Stanulov             |
| 1988, Szöul részletek       | Hollandia (NED) · Nico Rienks · Ronald Florijn                  | Svájc (SUI) · Beat Schwerzmann · Ueli Bodenmann            | Szovjetunió (URS) · Olekszandr Marcsenko · Vaszil Jakusa        |
| 1992, Barcelona részletek   | Ausztrália (AUS) · Peter Antonie · Stephen Hawkins              | Ausztria (AUT) · Arnold Jonke · Christoph Zerbst           | Hollandia (NED) · Nico Rienks · Henk-Jan Zwolle                 |
| 1996, Atlanta részletek     | Olaszország (ITA) · Agostino Abbagnale · Davide Tizzano         | Norvégia (NOR) · Steffen Skår Størseth · Kjetil Undset     | Franciaország (FRA) · Frederic Kowal · Samuel Barathay          |
| 2000, Sydney részletek      | Szlovénia (SLO) · Luka Špik · Iztok Čop                         | Norvégia (NOR) · Olaf Tufte · Fredrik Bekken               | Olaszország (ITA) · Giovanni Calabrese · Nicola Sartori         |
| 2004, Athén részletek       | Franciaország (FRA) · Sébastien Vieilledent · Adrien Hardy      | Szlovénia (SLO) · Luka Špik · Iztok Čop                    | Olaszország (ITA) · Rossano Galtarossa · Alessio Sartori        |
| 2008, Peking részletek      | Ausztrália (AUS) · David Crawshay · Scott Brennan               | Észtország (EST) · Tõnu Endrekson · Jüri Jaanson           | Nagy-Britannia (GBR) · Matthew Wells · Stephen Rowbotham        |
| 2012, London részletek      | Új-Zéland (NZL) · Nathan Cohen · Joseph Sullivan                | Olaszország (ITA) · Romano Battisti · Alessio Sartori      | Szlovénia (SLO) · Iztok Čop · Luka Špik                         |
| 2016, Rio részletek         | Horvátország (CRO) · Martin Sinković · Valent Sinković          | Litvánia (LTU) · Mindaugas Griškonis · Saulius Ritter      | Norvégia (NOR) · Kjetil Borch · Olaf Tufte                      |
| 2020, Tokió részletek       | Franciaország (FRA) · Hugo Boucheron · Matthieu Androdias       | Hollandia (NED) · Melvin Twellaar · Stef Broenink          | Kína (CHN) · Liu Cse-jü (Liu Zhiyu) · Csang Liang (Zhang Liang) |

### Négypárevezős
| Olimpia                     | Arany                                                                                          | Ezüst                                                                                             | Bronz                                                                                          |
| 1976, Montréal részletek    | NDK (GDR) · Wolfgang Güldenpfennig · Rüdiger Reiche · Karl-Heinz Bußert · Michael Wolfgramm    | Szovjetunió (URS) · Jevgenyij Dulejev · Jurij Jakimov · Aivars Lazdenieks · Vytautas Butkus       | Csehszlovákia (TCH) · Jaroslav Hellebrand · Zdeněk Pecka · Václav Vochoska · Vladek Lacina     |
| 1980, Moszkva részletek     | NDK (GDR) · Frank Dundr · Carsten Bunk · Uwe Heppner · Martin Winter                           | Szovjetunió (URS) · Jurij Sapocska · Jevgenyij Barbakov · Valerij Klesnev · Nyikolaj Dovgan       | Bulgária (BUL) · Mincso Nikolov · Ljubomir Petrov · Ivo Ruszev · Bogdan Dobrev                 |
| 1984, Los Angeles részletek | NSZK (FRG) · Albert Hedderich · Raimund Hörmann · Dieter Wiedenmann · Michael Dürsch           | Ausztrália (AUS) · Paul Reedy · Gary Gullock · Timothy Mclaren · Anthony Lovrich                  | Kanada (CAN) · Doug Hamilton · Mike Hughes · Phil Monckton · Bruce Ford                        |
| 1988, Szöul részletek       | Olaszország (ITA) · Agostino Abbagnale · Davide Tizzano · Gianluca Farina · Piero Poli         | Norvégia (NOR) · Alf Hansen · Rolf Thorsen · Lars Bjønness · Vetle Vinje                          | NDK (GDR) · Jens Köppen · Steffen Zühlke · Steffen Bogs · Heiko Habermann                      |
| 1992, Barcelona részletek   | Németország (GER) · Andreas Hajek · Michael Steinbach · Stephan Volkert · André Willms         | Norvégia (NOR) · Kjetil Undset · Per Sætersdal · Lars Bjønness · Rolf Thorsen                     | Olaszország (ITA) · Alessandro Corona · Gianluca Farina · Rossano Galtarossa · Filippo Soffici |
| 1996, Atlanta részletek     | Németország (GER) · Andreas Hajek · Stephan Volkert · André Steiner · André Willms             | Egyesült Államok (USA) · Tim Young · Eric Mueller · Brian Jamieson · Jason Gailes                 | Ausztrália (AUS) · Janusz Hooker · Boden Joseph Hanson · Duncan Free · Ronald Snook            |
| 2000, Sydney részletek      | Olaszország (ITA) · Agostino Abbagnale · Alessio Sartori · Rossano Galtarossa · Simone Raineri | Hollandia (NED) · Jochem Verberne · Dirk Lippits · Diederik Simon · Michiel Bartman               | Németország (GER) · Marco Geisler · Andreas Hajek · Stephan Volkert · André Willms             |
| 2004, Athén részletek       | Oroszország (RUS) · Szergej Fedorovcev · Igor Kravcov · Alekszej Szvirin · Nyikolaj Szpinyov   | Csehország (CZE) · David Kopřiva · Tomáš Karas · Jakub Hanák · David Jirka                        | Ukrajna (UKR) · Szerhij Hriny · Szerhij Bilouscsenko · Oleh Likov · Leonyid Saposnikov         |
| 2008, Peking részletek      | Lengyelország (POL) · Konrad Wasielewski · Marek Kolbowicz · Michał Jeliński · Adam Korol      | Olaszország (ITA) · Luca Agamennoni · Simone Venier · Rossano Galtarossa · Simone Raineri         | Franciaország (FRA) · Jonathan Coeffic · Pierre-Jean Peltier · Julien Bahain · Cédric Berrest  |
| 2012, London részletek      | Németország (GER) · Karl Schulze · Philipp Wende · Lauritz Schoof · Tim Grohmann               | Horvátország (CRO) · David Šain · Martin Sinković · Damir Martin · Valent Sinković                | Ausztrália (AUS) · Chris Morgan · Karsten Forsterling · James McRae · Daniel Noonan            |
| 2016, Rio részletek         | Németország (GER) · Philipp Wende · Lauritz Schoof · Karl Schulze · Hans Gruhne                | Ausztrália (AUS) · Karsten Forsterling · Alexander Belonogoff · Cameron Girdlestone · James McRae | Észtország (EST) · Andrei Jämsä · Allar Raja · Tõnu Endrekson · Kaspar Taimsoo                 |
| 2020, Tokió részletek       | Hollandia (NED) · Dirk Uittenbogaard · Abe Wiersma · Tone Wieten · Koen Metsemakers            | Nagy-Britannia (GBR) · Harry Leask · Angus Groom · Tom Barras · Jack Beaumont                     | Ausztrália (AUS) · Jack Cleary · Caleb Antill · Cameron Girdlestone · Luke Letcher             |

### Kormányos nélküli kettes
| Olimpia                     | Arany                                                           | Ezüst                                                             | Bronz                                                              |
| 1904, St. Louis részletek   | Egyesült Államok (USA) · Robert Farnan · Joseph Ryan            | Egyesült Államok (USA) · John Mulcahy · William Varley            | Egyesült Államok (USA) · John Joachim · Joseph Buerger             |
| 1908, London részletek      | Nagy-Britannia (GBR) · John Fenning · Gordon Thomson            | Nagy-Britannia (GBR) · George Fairbairn · Philip Verdon           | Kanada (CAN) · Frederick Toms · Norwey Jackes                      |
| 1908, London részletek      | Nagy-Britannia (GBR) · John Fenning · Gordon Thomson            | Nagy-Britannia (GBR) · George Fairbairn · Philip Verdon           | Németország (GER) · Martin Stahnke · Willy Düskow                  |
| 1912–1920                   | Nem szerepelt az olimpiai programban                            | Nem szerepelt az olimpiai programban                              | Nem szerepelt az olimpiai programban                               |
| 1924, Párizs részletek      | Hollandia (NED) · Teun Beijnen · Willy Rösingh                  | Franciaország (FRA) · Maurice Bouton · Georges Piot               | Nem adták ki                                                       |
| 1928, Amszterdam részletek  | Németország (GER) · Kurt Moeschter · Bruno Müller               | Nagy-Britannia (GBR) · Terence O'Brien · Robert Nisbet            | Egyesült Államok (USA) · Paul McDowell · John Schmitt              |
| 1932, Los Angeles részletek | Nagy-Britannia (GBR) · Lewis Clive · Hugh Edwards               | Új-Zéland (NZL) · Cyril Stiles · Fred Thompson                    | Lengyelország (POL) · Henryk Budziński · Jan Krenz-Mikołajczak     |
| 1936, Berlin részletek      | Németország (GER) · Willi Eichhorn · Hugo Strauß                | Dánia (DEN) · Harry Larsen · Peter Olsen                          | Argentína (ARG) · Horacio Podestá · Julio Curatella                |
| 1948, London részletek      | Nagy-Britannia (GBR) · Jack Wilson · Ran Laurie                 | Svájc (SUI) · Hans Kalt · Josef Kalt                              | Olaszország (ITA) · Felice Fanetti · Bruno Boni                    |
| 1952, Helsinki részletek    | Egyesült Államok (USA) · Charles Logg · Thomas Price            | Belgium (BEL) · Michel Knuysen · Bob Baetens                      | Svájc (SUI) · Kurt Schmid · Hans Kalt                              |
| 1956, Melbourne részletek   | Egyesült Államok (USA) · James Fifer · Duvall Hecht             | Szovjetunió (URS) · Igor Buldakov · Viktor Ivanov                 | Ausztria (AUT) · Josef Kloimstein · Alfred Sageder                 |
| 1960, Róma részletek        | Szovjetunió (URS) · Valentyin Borejko · Oleg Golovanov          | Ausztria (AUT) · Josef Kloimstein · Alfred Sageder                | Finnország (FIN) · Veli Lehtelä · Toimi Pitkänen                   |
| 1964, Tokió részletek       | Kanada (CAN) · George Hungerford · Roger Jackson                | Hollandia (NED) · Steven Blaisse · Ernst Veenemans                | Egyesült Német Csapat (EUA) · Michael Schwan · Wolfgang Hottenrott |
| 1968, Mexikóváros részletek | NDK (GDR) · Jörg Lucke · Heinz-Jörg Bothe                       | Egyesült Államok (USA) · Lawrence Hugh · Philip Johnson           | Dánia (DEN) · Peter Fich Christiansen · Ivan Larsen                |
| 1972, München részletek     | NDK (GDR) · Siegfried Brietzke · Wolfgang Mager                 | Svájc (SUI) · Heinrich Fischer · Alfred Bachmann                  | Hollandia (NED) · Roel Luynenburg · Ruud Stokvis                   |
| 1976, Montréal részletek    | NDK (GDR) · Bernd Landvoigt · Jörg Landvoigt                    | Egyesült Államok (USA) · Calvin Coffey · Michael Staines          | NSZK (FRG) · Peter van Roye · Thomas Strauß                        |
| 1980, Moszkva részletek     | NDK (GDR) · Bernd Landvoigt · Jörg Landvoigt                    | Szovjetunió (URS) · Jurij Pimenov · Nyikolaj Pimenov              | Nagy-Britannia (GBR) · Charles Wiggin · Malcolm Carmichael         |
| 1984, Los Angeles részletek | Románia (ROU) · Petru Iosub · Valer Toma                        | Spanyolország (ESP) · Fernando Climent · Luis María Lasúrtegui    | Norvégia (NOR) · Hans Magnus Grepperud · Sverre Løken              |
| 1988, Szöul részletek       | Nagy-Britannia (GBR) · Andy Holmes · Steve Redgrave             | Románia (ROU) · Dănuţ Dobre · Dragoş Neagu                        | Jugoszlávia (YUG) · Sadik Mujkič · Bojan Preseren                  |
| 1992, Barcelona részletek   | Nagy-Britannia (GBR) · Matthew Pinsent · Steve Redgrave         | Németország (GER) · Colin Ettingshausen · Peter Holtzenbein       | Szlovénia (SLO) · Iztok Čop · Denis Žvegelj                        |
| 1996, Atlanta részletek     | Nagy-Britannia (GBR) · Matthew Pinsent · Steve Redgrave         | Ausztrália (AUS) · David Weightman · Robert Geoffrey Scott        | Franciaország (FRA) · Michel Andrieux · Jean Christophe Rolland    |
| 2000, Sydney részletek      | Franciaország (FRA) · Michel Andrieux · Jean-Christophe Rolland | Egyesült Államok (USA) · Ted Murphy · Sebastian Bea               | Ausztrália (AUS) · Matthew Long · James Tomkins                    |
| 2004, Athén részletek       | Ausztrália (AUS) · Drew Ginn · James Tomkins                    | Horvátország (CRO) · Siniša Skelin · Nikša Skelin                 | Dél-afrikai Köztársaság (RSA) · Donovan Cech · Ramon di Clemente   |
| 2008, Peking részletek      | Ausztrália (AUS) · Drew Ginn · Duncan Free                      | Kanada (CAN) · David Calder · Scott Frandsen                      | Új-Zéland (NZL) · Nathan Twaddle · George Bridgewater              |
| 2012, London részletek      | Új-Zéland (NZL) · Eric Murray · Hamish Bond                     | Franciaország (FRA) · Germain Chardin · Dorian Mortelette         | Nagy-Britannia (GBR) · George Nash · William Satch                 |
| 2016, Rio részletek         | Új-Zéland (NZL) · Eric Murray · Hamish Bond                     | Dél-afrikai Köztársaság (RSA) · Lawrence Brittain · Shaun Keeling | Olaszország (ITA) · Giovanni Abagnale · Marco Di Costanzo          |
| 2020, Tokió részletek       | Horvátország (CRO) · Martin Sinković · Valent Sinković          | Románia (ROU) · Marius Cozmiuc · Ciprian Tudosă                   | Dánia (DEN) · Frederic Vystavel · Joachim Sutton                   |

### Kormányos nélküli négyes
| Olimpia                     | Arany                                                                                              | Ezüst                                                                                                   | Bronz |
| 1904, St. Louis részletek   | Egyesült Államok (USA) · Arthur Stockhoff · August Erker · George Dietz · Albert Nasse             | Egyesült Államok (USA) · Frederck Suerig · Martin Formanack · Charles Aman · Michael Begley             | Egyesült Államok (USA) · Gustav Voerg · John Freitag · Louis Helm · Frank Dummerth                       |
| 1908, London részletek      | Nagy-Britannia (GBR) · Collier Cudmore · James Angus Gillan · Duncan Mackinnon · John Somers-Smith | Nagy-Britannia (GBR) · Philip Filleul · Harold Barker · John Fenning · Gordon Thomson                   | Kanada (CAN) · Gordon Balfour · Becher Gale · Charles Riddy · Geoffrey Taylor                            |
| 1908, London részletek      | Nagy-Britannia (GBR) · Collier Cudmore · James Angus Gillan · Duncan Mackinnon · John Somers-Smith | Nagy-Britannia (GBR) · Philip Filleul · Harold Barker · John Fenning · Gordon Thomson                   | Hollandia (NED) · Hermannus Höfte · Albertus Wielsma · Johan Burk · Bernardus Croon                      |
| 1912–1920                   | Nem szerepelt az olimpiai programban                                                               | Nem szerepelt az olimpiai programban                                                                    | Nem szerepelt az olimpiai programban                                                                     |
| 1924, Párizs részletek      | Nagy-Britannia (GBR) · Maxwell Eley · James MacNabb · Robert Morrison · Terence Sanders            | Kanada (CAN) · Archibald Black · George MacKay · Colin Finlayson · A. Mariacher · William Wood          | Svájc (SUI) · Emile Albrecht · Alfred Probst · Eugen Sigg · Hans Walter                                  |
| 1928, Amszterdam részletek  | Nagy-Britannia (GBR) · John Lander · Michael Warriner · Richard Beesly · Edward Vaughan Bevan      | Egyesült Államok (USA) · Charles Karle · William Miller · George Healis · Ernest Bayer                  | Olaszország (ITA) · Cesare Rossi · Pietro Freschi · Umberto Bonadè · Paolo Gennari                       |
| 1932, Los Angeles részletek | Nagy-Britannia (GBR) · John Badcock · Hugh Edwards · Jack Beresford · Rowland George               | Németország (GER) · Karl Aletter · Ernst Gaber · Walter Flinsch · Hans Maier                            | Olaszország (ITA) · Antonio Ghiardello · Francesco Cossu · Giliante D'Este · Antonio Garzoni Provenzani  |
| 1936, Berlin részletek      | Németország (GER) · Rudolf Eckstein · Anton Rom · Martin Karl · Wilhelm Menne                      | Nagy-Britannia (GBR) · Thomas Bristow · Alan Barrett · Peter Jackson · John Sturrock                    | Svájc (SUI) · Hermann Betschart · Hans Homberger · Alex Homberger · Karl Schmid                          |
| 1948, London részletek      | Olaszország (ITA) · Giuseppe Moioli · Elio Morille · Giovanni Invernizzi · Francesco Faggi         | Dánia (DEN) · Helge Halkjær · Axel Bonde Hansen · Helge Muxoll Schrøder · Ib Larsen                     | Egyesült Államok (USA) · Frederick Kingsbury · Stuart Griffing · Gregory Gates · Robert Perew            |
| 1952, Helsinki részletek    | Jugoszlávia (YUG) · Duje Bonačić · Velimir Valenta · Mate Trojanović · Petar Šegvić                | Franciaország (FRA) · Pierre Blondiaux · Jean-Jacques Guissart · Marc Bouissou · Roger Gautier          | Finnország (FIN) · Veikko Lommi · Kauko Wahlsten · Oiva Lommi · Lauri Nevalainen                         |
| 1956, Melbourne részletek   | Kanada (CAN) · Archibald McKinnon · Lorne Loomer · Walter D'Hondt · Donald Arnold                  | Egyesült Államok (USA) · John Welchli · John McKinlay · Arthur McKinlay · James McIntosh                | Franciaország (FRA) · René Guissart · Yves Delacour · Gaston Mercier · Guy Guillabert                    |
| 1960, Róma részletek        | Egyesült Államok (USA) · Arthur Ayrault · Ted Nash · John Sayre · Rusty Wailes                     | Olaszország (ITA) · Tullio Baraglia · Renato Bosatta · Giancarlo Crosta · Giuseppe Galante              | Szovjetunió (URS) · Igor Аhremcsik · Jurij Bacsurov · Valentyin Morkovkin · Anatolij Tarabrin            |
| 1964, Tokió részletek       | Dánia (DEN) · John Hansen · Bjørn Hasløv · Erik Petersen · Kurt Helmudt                            | Nagy-Britannia (GBR) · John Russell · Hugh Wardell-Yerburgh · William Barry · John James                | Egyesült Államok (USA) · Geoffrey Picard · Richard Lyon · Theodore Mittet · Ted Nash · Philip Durbrow*   |
| 1968, Mexikóváros részletek | NDK (GDR) · Frank Forberger · Frank Rühle · Dieter Grahn · Dieter Schubert                         | Magyarország (HUN) · Melis Zoltán · Csermely József · Sarlós György · Melis Antal                       | Olaszország (ITA) · Renato Bosatta · Pier Conti-Manzini · Tullio Baraglia · Abramo Albini                |
| 1972, München részletek     | NDK (GDR) · Frank Forberger · Frank Rühle · Dieter Grahn · Dieter Schubert                         | Új-Zéland (NZL) · Dick Tonks · Dudley Storey · Ross Collinge · Noel Mills                               | NSZK (FRG) · Joachim Ehrig · Peter Funnekötter · Franz Held · Wolfgang Plottke                           |
| 1976, Montréal részletek    | NDK (GDR) · Siegfried Brietzke · Andreas Decker · Stefan Semmler · Wolfgang Mager                  | Norvégia (NOR) · Ole Nafstad · Arne Bergodd · Finn Tveter · Rolf Andreassen                             | Szovjetunió (URS) · Raul Arnemann · Nyikolaj Kuznyecov · Valerij Dolinyin · Anusavan Gasszan-Dzsalilov   |
| 1980, Moszkva részletek     | NDK (GDR) · Jürgen Thiele · Andreas Decker · Stefan Semmler · Siegfried Brietzke                   | Szovjetunió (URS) · Alekszej Kamkin · Valerii Dolinyin · Alekszandr Kulagin · Vitalij Jeliszejev        | Nagy-Britannia (GBR) · John Beattie · Ian McNuff · David Townsend · Martin Cross                         |
| 1984, Los Angeles részletek | Új-Zéland (NZL) · Les O'Connell · Shane O'Brien · Conrad Robertson · Keith Trask                   | Egyesült Államok (USA) · David Clark · Johnathan Smith · Philip Stekl · Alan Forney                     | Dánia (DEN) · Michael Jessen · Lars Nielsen · Per H.S. Rasmussen · Eric Christiansen                     |
| 1988, Szöul részletek       | NDK (GDR) · Roland Schröder · Ralf Brudel · Olaf Förster · Thomas Greiner                          | Egyesült Államok (USA) · Raoul Rodriguez · Thomas Bohrer · Richard Kennelly · David Krmpotich           | NSZK (FRG) · Guido Grabow · Volker Grabow · Norbert Keßlau · Joerg Puttlitz                              |
| 1992, Barcelona részletek   | Ausztrália (AUS) · Andrew Cooper · Nick Green · Mike McKay · James Tomkins                         | Egyesült Államok (USA) · Jeffrey McLaughlin · William Burden · Thomas Bohrer · Patrick Manning          | Szlovénia (SLO) · Milan Janša · Sadik Mujkič · Sašo Mirjanič · Janez Klemenčič                           |
| 1996, Atlanta részletek     | Ausztrália (AUS) · Nick Green · Drew Ginn · James Tomkins · Mike McKay                             | Franciaország (FRA) · Bertrand Vecten · Olivier Moncelet · Daniel Fauche · Giles Bosquet                | Nagy-Britannia (GBR) · Greg Searle · Jonny Searle · Rupert Obholzer · Tim Foster                         |
| 2000, Sydney részletek      | Nagy-Britannia (GBR) · James Cracknell · Steve Redgrave · Tim Foster · Matthew Pinsent             | Olaszország (ITA) · Valter Molea · Riccardo Dei Rossi · Lorenzo Carboncini · Carlo Mornati              | Ausztrália (AUS) · James Stewart · Ben Dodwell · Geoffrey Stewart · Bo Hanson                            |
| 2004, Athén részletek       | Nagy-Britannia (GBR) · Steve Williams · James Cracknell · Ed Coode · Matthew Pinsent               | Kanada (CAN) · Cameron Baerg · Thomas Herschmiller · Jake Wetzel · Barney Williams                      | Olaszország (ITA) · Lorenzo Porzio · Dario Dentale · Luca Agamennoni · Raffaello Leonardo                |
| 2008, Peking részletek      | Nagy-Britannia (GBR) · Tom James · Steve Williams · Pete Reed · Andrew Triggs-Hodge                | Ausztrália (AUS) · Matt Ryan · James Marburg · Cameron McKenzie-McHarg · Francis Hegerty                | Franciaország (FRA) · Julien Desprès · Benjamin Rondeau · Germain Chardin · Dorian Mortelette            |
| 2012, London részletek      | Nagy-Britannia (GBR) · Alex Gregory · Tom James · Pete Reed · Andrew Triggs-Hodge                  | Ausztrália (AUS) · James Chapman · Joshua Dunkley-Smith · Drew Ginn · William Lockwood                  | Egyesült Államok (USA) · Charles Cole · Scott Gault · Glenn Ochal · Henrik Rummel                        |
| 2016, Rio részletek         | Nagy-Britannia (GBR) · Alex Gregory · Mohamed Sbihi · George Nash · Constantine Louloudis          | Ausztrália (AUS) · William Lockwood · Josh Dunkley-Smith · Joshua Booth · Alexander Hill                | Olaszország (ITA) · Domenico Montrone · Matteo Castaldo · Matteo Lodo · Giuseppe Vicino                  |
| 2020, Tokió részletek       | Ausztrália (AUS) · Alexander Purnell · Spencer Turrin · Jack Hargreaves · Alexander Hill           | Románia (ROU) · Mihăiță Vasile Țigănescu · Mugurel Semciuc · Ștefan Constantin Berariu · Cosmin Pascari | Olaszország (ITA) · Matteo Castaldo · Marco Di Costanzo · Matteo Lodo · Giuseppe Vicino · Bruno Rosetti* |

### Nyolcas
| Olimpia                     | Arany | Ezüst | Bronz |
| 1900, Párizs részletek      | Egyesült Államok (USA) · William Carr · Harry DeBaecke · John Exley · John Geiger · Edwin Hedley · James Juvenal · Roscoe Lockwood · Edward Marsh · Louis Abell                                    | Belgium (BEL) · Jules De Bisschop · Prospère Bruggeman · Oscar De Somville · Oscar De Cock · Maurice Hemelsoet · Marcel Van Crombrugge · Frank Odberg · Maurice Verdonck · Alfred van Landeghem            | Hollandia (NED) · François Brandt · Johannes van Dijk · Roelof Klein · Ruurd Leegstra · Walter Middelberg · Hendrik Offerhaus · Walter Thijssen · Henricus Tromp · Hermanus Brockmann                   |
| 1904, St. Louis részletek   | Egyesült Államok (USA) · Frederick Cresser · Michael Gleason · Frank Schell · James Flanagan · Charles Armstrong · Harry Lott · Joseph Dempsey · John Exley · Louis Abell                          | Kanada (CAN) · Arthur Bailey · William Rice · George Reiffenstein · Phil Boyd · George Strange · William Wadsworth · Donald MacKenzie · Joseph Wright · Thomas Loudon                                      | Nem adták ki |
| 1908, London részletek      | Nagy-Britannia (GBR) · Albert Gladstone · Frederick Kelly · Banner Johnstone · Guy Nickalls · Charles Burnell · Ronald Sanderson · Raymond Etherington-Smith · Henry Bucknall · Gilchrist Maclagan | Belgium (BEL) · Oscar Taelman · Marcel Morimont · Rémy Orban · Georges Mijs · François Vergucht · Polydore Veirman · Oscar De Somville · Rodolphe Poma · Alfred van Landeghem                              | Kanada (CAN) · Irvine Robertson · Joseph Wright · Julius Thomson · Walter Lewis · Gordon Balfour · Becher Gale · Charles Riddy · Geoffrey Taylor · Douglas Kertland                                     |
| 1908, London részletek      | Nagy-Britannia (GBR) · Albert Gladstone · Frederick Kelly · Banner Johnstone · Guy Nickalls · Charles Burnell · Ronald Sanderson · Raymond Etherington-Smith · Henry Bucknall · Gilchrist Maclagan | Belgium (BEL) · Oscar Taelman · Marcel Morimont · Rémy Orban · Georges Mijs · François Vergucht · Polydore Veirman · Oscar De Somville · Rodolphe Poma · Alfred van Landeghem                              | Nagy-Britannia (GBR) · Frank Jerwood · Eric Powell · Oswald Carver · Edward Williams · Henry Goldsmith · Harold Kitching · John Burn · Douglas Stuart · Richard Boyle                                   |
| 1912, Stockholm részletek   | Nagy-Britannia (GBR) · Edgar Burgess · Sidney Swann · Leslie Wormald · Ewart Horsfall · James Angus Gillan · Arthur Garton · Alister Kirby · Philip Fleming · Henry Wells                          | Nagy-Britannia (GBR) · William Fison · William Parker · Thomas Gillespie · Beaufort Burdekin · Frederick Pitman · Arthur Wiggins · Charles Littlejohn · Robert Bourne · John Walker                        | Németország (GER) · Otto Liebing · Max Bröske · Max Vetter · Willi Bartholomae · Fritz Bartholomae · Werner Dehn · Rudolf Reichelt · Hans Matthiae · Kurt Runge                                         |
| 1920, Antwerpen részletek   | Egyesült Államok (USA) · Virgil Jacomini · Edwin Graves · William Jordan · Edward Moore · Alden Sanborn · Donald Johnston · Vincent Gallagher · Clyde King · Sherman Clark                         | Nagy-Britannia (GBR) · Ewart Horsfall · Guy Oliver Nickalls · Richard Lucas · Walter James · John Campbell · Sebastian Earl · Ralph Shove · Sidney Swann · Robin Johnstone                                 | Norvégia (NOR) · Theodor Nag · Conrad Olsen · Adolf Nilsen · Håkon Ellingsen · Thore Michelsen · Arne Mortensen · Karl Nag · Tollef Tollefsen · Thoralf Hagen                                           |
| 1924, Párizs részletek      | Egyesült Államok (USA) · Leonard Carpenter · Howard Kingsbury · Alfred Lindley · John Miller · James Rockefeller · Frederick Sheffield · Benjamin Spock · Alfred Wilson · Laurence Stoddard        | Kanada (CAN) · Arthur Bell · Robert Hunter · William Langford · Harold Little · John Smith · Warren Snyder · Norman Taylor · William Wallace · Ivor Campbell                                               | Olaszország (ITA) · Antonio Cattalinich · Francesco Cattalinich · Simeone Cattalinich · Giuseppe Grivelli · Latino Galasso · Pietro Ivanov · Bruno Sorich · Carlo Toniatti · Vittorio Gliubich          |
| 1928, Amszterdam részletek  | Egyesült Államok (USA) · Marvin Stalder · John Brinck · Francis Frederick · William Thompson · William Dally · James Workman · Hubert A. Caldwell · Peter Donlon · Donald Blessing                 | Nagy-Britannia (GBR) · Jamie Hamilton · Guy Oliver Nickalls · John Badcock · Donald Gollan · Harold Lane · Gordon Killick · Jack Beresford · Harold West · Arthur Sulley                                   | Kanada (CAN) · Frederick Hedges · Frank Fiddes · John Hand · Herbert Richardson · Jack Murdoch · Athol Meech · Edgar Norris · William Ross · John Donnelly                                              |
| 1932, Los Angeles részletek | Egyesült Államok (USA) · Edwin Salisbury · James Blair · Duncan Gregg · David Dunlap · Burton Jastram · Charles Chandler · Harold Tower · Winslow Hall · Norris Graham                             | Olaszország (ITA) · Vittorio Cioni · Mario Balleri · Renato Bracci · Dino Barsotti · Roberto Vestrini · Guglielmo Del Bimbo · Enrico Garzelli · Renato Barbieri · Cesare Milani                            | Kanada (CAN) · Earl Eastwood · Joseph Harris · Stanley Stanyar · Harry Fry · Cedric Liddell · William Thoburn · Donald Boal · Albert Taylor · George MacDonald                                          |
| 1936, Berlin részletek      | Egyesült Államok (USA) · Herbert Morris · Charles Day · Gordon Adam · John White · James McMillin · George Hunt · Joseph Rantz · Donald Hume · Robert Moch                                         | Olaszország (ITA) · Guglielmo Del Bimbo · Dino Barsotti · Oreste Grossi · Enzo Bartolini · Mario Checcacci · Dante Secchi · Ottorino Quaglierini · Enrico Garzelli · Cesare Milani                         | Németország (GER) · Alfred Rieck · Helmut Radach · Hans Kuschke · Heinz Kaufmann · Gerd Völs · Werner Loeckle · Hans-Joachim Hannemann · Herbert Schmidt · Wilhelm Mahlow                               |
| 1948, London részletek      | Egyesült Államok (USA) · Ian Turner · David Turner · James Hardy · George Ahlgren · Lloyd Butler · David Brown · Justus Smith · John Stack · Ralph Purchase                                        | Nagy-Britannia (GBR) · Christopher Barton · Michael Lapage · Guy Richardson · Ernest Bircher · Paul Massey · Charles Lloyd · David Meyrick · Alfred Mellows · Jack Dearlove                                | Norvégia (NOR) · Kristoffer Lepsøe · Thorstein Kråkenes · Hans Hansen · Halfdan Gran Olsen · Harald Kråkenes · Leif Næss · Thor Pedersen · Carl Monssen · Sigurd Monssen                                |
| 1952, Helsinki részletek    | Egyesült Államok (USA) · Frank Shakespeare · William Fields · James Dunbar · Richard Murphy · Robert Detweiler · Henry Procter · Wayne Frye · Edward Stevens · Charles Manring                     | Szovjetunió (URS) · Jevgenyij Brago · Vlagyimir Rogyimuskin · Alekszej Komarov · Igor Boriszov · Szlava Amiragov · Leonyid Gisszen · Jevgenyij Szamszonov · Vlagyimir Krjukov · Igor Poljakov              | Ausztrália (AUS) · Robert Tinning · Ernest Chapman · Nimrod Greenwood · David Anderson · Geoffrey Williamson · Mervyn Finlay · Edward Pain · Phillip Cayzer · Tom Chessell                              |
| 1956, Melbourne részletek   | Egyesült Államok (USA) · Thomas Charlton · David Wight · John Cooke · Donald Beer · Caldwell Esselstyn · Charles Grimes · Rusty Wailes · Robert Morey · William Becklean                           | Kanada (CAN) · Philip Kueber · Richard McClure · Robert Wilson · David Helliwell · Donald Pretty · William McKerlich · Douglas McDonald · Lawrence West · Carlton Ogawa                                    | Ausztrália (AUS) · Michael Aikman · David Boykett · Angus Benfield · James Howden · Garth Manton · Walter Howell · Adrian Monger · Bryan Doyle · Harold Hewitt                                          |
| 1960, Róma részletek        | Egyesült Német Csapat (EUA) · Manfred Rulffs · Walter Schröder · Frank Schepke · Kraft Schepke · Karl-Heinrich von Groddeck · Karl-Heinz Hopp · Klaus Bittner · Hans Lenk · Willi Padge            | Kanada (CAN) · Donald Arnold · Walter D'Hondt · Nelson Kuhn · John Lecky · David Anderson · Archibald MacKinnon · William McKerlich · Glen Mervyn · Sohen Biln                                             | Csehszlovákia (TCH) · Bohumil Janoušek · Jan Jindra · Jiří Lundák · Stanislav Lusk · Václav Pavkovič · Luděk Pojezný · Jan Švéda · Josef Věntus · Miroslav Koníček                                      |
| 1964, Tokió részletek       | Egyesült Államok (USA) · Joseph Amlong · Thomas Amlong · Harold Budd · Emory Clark · Stanley Cwiklinski · Hugh Foley · William Knecht · William Stowe · Zimonyi Róbert (korm)                      | Egyesült Német Csapat (EUA) · Klaus Aeffke · Klaus Bittner · Karl-Heinrich von Groddeck · Hans-Jürgen Wallbrecht · Klaus Behrens · Jürgen Schröder · Jürgen Plagemann · Horst Meyer · Thomas Ahrens (korm) | Csehszlovákia (TCH) · Petr Čermák · Jiří Lundák · Jan Mrvík · Július Toček · Josef Věntus · Luděk Pojezný · Bohumil Janoušek · Richard Nový · Miroslav Koníček (korm.)                                  |
| 1968, Mexikóváros részletek | NSZK (FRG) · Horst Meyer · Wolfgang Hottenrott · Dirk Schreyer · Egbert Hirschfelder · Rüdiger Henning · Jörg Siebert · Lutz Ulbricht · Nikolaus Ott · Günther Thiersch · Roland Böse*             | Ausztrália (AUS) · Alfred Duval · David Douglas · Michael Morgan · John Ranch · Joseph Fazio · Gary Pearce · Peter Dickson · Robert Shirlaw · Alan Grover                                                  | Szovjetunió (URS) · Zigmas Jukna · Alekszandr Martiskin · Antanas Bagdonavičius · Vytautas Briedis · Vlagyimir Szterlik · Valentyin Kravcsuk · Juozas Jagelavičius · Viktor Szuszlin · Jurij Lorencszon |
| 1972, München részletek     | Új-Zéland (NZL) · Tony Hurt · Wybo Veldman · Dick Joyce · John Hunter · Lindsay Wilson · Athol Earl · Trevor Coker · Gary Robertson · Simon Dickie                                                 | Egyesült Államok (USA) · Lawrence Terry · Franklin Hobbs · Peter Raymond · Tim Mickelson · Eugene Clapp · William Hobbs · Cleve Livingston · Michael Livingston · Paul Hoffman                             | NDK (GDR) · Hans-Joachim Borzym · Jörg Landvoigt · Harold Dimke · Manfred Schneider · Hartmut Schreiber · Manfred Schmorde · Bernd Landvoigt · Heinrich Mederow · Dietmar Schwarz                       |
| 1976, Montréal részletek    | NDK (GDR) · Bernd Baumgart · Gottfried Döhn · Werner Klatt · Hans-Joachim Lück · Dieter Wendisch · Roland Kostulski · Ulrich Karnatz · Karl-Heinz Prudöhl · Karl-Heinz Danielowski                 | Nagy-Britannia (GBR) · Richard Lester · John Yallop · Timothy Crooks · Hugh Matheson · David Maxwell · James Clark · Fred Smallbone · Leonard Robertson · Patrick Sweeney                                  | Új-Zéland (NZL) · Ivan Sutherland · Trevor Coker · Peter Dignan · Lindsay Wilson · Athol Earl · Dave Rodger · Alexander McLean · Tony Hurt · Simon Dickie                                               |
| 1980, Moszkva részletek     | NDK (GDR) · Bernd Krauss · Hans-Peter Koppe · Ulrich Kons · Jörg Friedrich · Jens Doberschütz · Ulrich Karnatz · Uwe Dühring · Bernd Höing · Klaus-Dieter Ludwig                                   | Nagy-Britannia (GBR) · Duncan McDougall · Allan Whitwell · Henry Clay · Chris Mahoney · Andrew Justice · John Pritchard · Malcolm McGowan · Richard Stanhope · Colin Moynihan                              | Szovjetunió (URS) · Viktor Kakosin · Andrej Tyiscsenko · Olekszandr Tkacsenko · Jonas Pinskus · Jonas Normontas · Andrej Login · Alekszandr Mancevics · Igor Maisztrenko · Grigorij Dmitrijenko         |
| 1984, Los Angeles részletek | Kanada (CAN) · Blair Horn · Dean Crawford · Michael Evans · Paul Steele · Grant Main · Mark Evans · Kevin Neufeld · Pat Turner · Brian McMahon                                                     | Egyesült Államok (USA) · Walter Lubsen · Andrew Sudduth · John Terwilliger · Christopher Penny · Thomas Darling · Fred Borchelt · Charles Clapp III · Bruce Ibbetson · Robert Jaugstetter                  | Ausztrália (AUS) · Craig Muller · Clyde Hefer · Samuel Patten · Tim Willoughby · Ian Edmunds · James Battersby · Ion Popa · Stephen Evans · Gavin Thredgold                                             |
| 1988, Szöul részletek       | NSZK (FRG) · Bahne Rabe · Eckhardt Schultz · Ansgar Wessling · Wolfgang Maennig · Matthias Mellinghaus · Thomas Möllenkamp · Thomas Domian · Armin Eichholz · Manfred Klein                        | Szovjetunió (URS) · Venyiamin But · Mikola Komarov · Vaszilij Tyihonov · Alekszandr Dumcsev · Pavlo Hurkovszkij · Viktor Gyiduk · Viktor Omeljanovics · Andrej Vasziljev · Alekszandr Lukjanov             | Egyesült Államok (USA) · Michael F. Teti · Jonathan S. Smith · Edward B. Patton · John D. Rusher · Peter Nordell · Jeffrey McLaughlin · W. Douglas Burden · John Pescatore · Seth D. Bauer              |
| 1992, Barcelona részletek   | Kanada (CAN) · Darren Barber · Andrew Crosby · Michael Forgeron · Robert Marland · Terrence Paul · Derek Porter · Michael Rascher · Bruce Robertson · John Wallace                                 | Románia (ROU) · Iulică Ruican · Viorel Talapan · Vasile Năstase · Claudiu Marin · Dănuţ Dobre · Valentin Robu · Vasile Măstăcan · Ioan Vizitiu · Marin Gheorghe                                            | Németország (GER) · Roland Baar · Armin Eichholz · Detlef Kirchhoff · Manfred Klein · Bahne Rabe · Frank Richter · Hans Sennewald · Thorsten Streppelhoff · Ansgar Wessling                             |
| 1996, Atlanta részletek     | Hollandia (NED) · Koos Maasdijk · Ronald Florijn · Jeroen Duyster · Michiel Bartman · Henk-Jan Zwolle · Niels van der Zwan · Niels van Steenis · Diederik Simon · Nico Rienks                      | Németország (GER) · Mark Kleinschmidt · Detlef Kirchhoff · Wolfram Huhn · Roland Baar · Marc Weber · Ulrich Viefers · Peter Thiede · Thorsten Streppelhoff · Frank Richter                                 | Oroszország (RUS) · Anton Csermasencev · Andrej Gluhov · Dmitrij Rozinkevics · Vlagyimir Vologyenkov · Nyikolaj Akszjonov · Roman Moncsenko · Pavel Melnyikov · Szergej Matvejev · Alekszandr Lukjanov  |
| 2000, Sydney részletek      | Nagy-Britannia (GBR) · Andrew Lindsay · Ben Hunt-Davis · Simon Dennis · Louis Attrill · Luka Grubor · Kieran West · Fred Scarlett · Steve Trapmore · Rowley Douglas                                | Ausztrália (AUS) · Christian Ryan · Alastair Gordon · Nick Porzig · Robert Jahrling · Mike McKay · Stuart Welch · Daniel Burke · Jaime Fernandez · Brett Hayman                                            | Horvátország (CRO) · Igor Francetić · Tihomir Franković · Tomislav Smoljanović · Nikša Skelin · Siniša Skelin · Krešimir Čuljak · Igor Boraska · Branimir Vujević · Silvijo Petriško                    |
| 2004, Athén részletek       | Egyesült Államok (USA) · Jason Read · Wyatt Allen · Chris Ahrens · Joseph Hansen · Matt Deakin · Dan Beery · Beau Hoopman · Bryan Volpenhein · Peter Cipollone                                     | Hollandia (NED) · Matthijs Vellenga · Gijs Vermeulen · Jan-Willem Gabriëls · Daniël Mensch · Geert Jan Derksen · Gerritjan Eggenkamp · Diederik Simon · Michiel Bartman · Chun Wei Cheung                  | Ausztrália (AUS) · Stefan Szczurowski · Stuart Reside · Stuart Welch · James Stewart · Geoffrey Stewart · Boden Hanson · Mike McKay · Stephen Stewart · Michael Toon                                    |
| 2008, Peking részletek      | Kanada (CAN) · Kevin Light · Ben Rutledge · Andrew Byrnes · Jake Wetzel · Malcolm Howard · Dominic Seiterle · Adam Kreek · Kyle Hamilton · Brian Price                                             | Nagy-Britannia (GBR) · Alex Partridge · Tom Stallard · Tom Lucy · Richard Egington · Josh West · Alastair Heathcote · Matthew Langridge · Colin Smith · Acer Nethercott                                    | Egyesült Államok (USA) · Beau Hoopman · Matt Schnobrich · Micah Boyd · Wyatt Allen · Daniel Walsh · Steven Coppola · Josh Inman · Bryan Volpenhein · Marcus McElhenney                                  |
| 2012, London részletek      | Németország (GER) · Filip Adamski · Andreas Kuffner · Eric Johannesen · Maximilian Reinelt · Richard Schmidt · Lukas Müller · Florian Mennigen · Kristof Wilke · Martin Sauer                      | Kanada (CAN) · Gabriel Bergen · Douglas Csima · Robert Gibson · Conlin McCabe · Malcolm Howard · Andrew Byrnes · Jeremiah Brown · Will Crothers · Brian Price                                              | Nagy-Britannia (GBR) · Alex Partridge · James Foad · Tom Ransley · Richard Egington · Mohamed Sbihi · Greg Searle · Matthew Langridge · Constantine Louloudis · Phelan Hill                             |
| 2016, Rio részletek         | Nagy-Britannia (GBR) · Scott Durant · Tom Ransley · Andrew Triggs-Hodge · Matt Gotrel · Pete Reed · Paul Bennett · Matthew Langridge · William Satch · Phelan Hill                                 | Németország (GER) · Maximilian Munski · Malte Jakschik · Andreas Kuffner · Eric Johannesen · Maximilian Reinelt · Felix Drahotta · Richard Schmidt · Hannes Ocik · Martin Sauer                            | Hollandia (NED) · Dirk Uittenboogaard · Boaz Meylink · Kaj Hendriks · Boudewijn Röell · Olivier Siegelaar · Tone Wieten · Mechiel Versluis · Robert Lücken · Peter Wiersum                              |
| 2020, Tokió részletek       | Új-Zéland (NZL) · Tom Mackintosh · Hamish Bond · Tom Murray · Michael Brake · Dan Williamson · Phillip Wilson · Shaun Kirkham · Matt Macdonald · Sam Bosworth (kormányos)                          | Németország (GER) · Johannes Weißenfeld · Laurits Follert · Olaf Roggensack · Torben Johannesen · Jakob Schneider · Malte Jakschik · Richard Schmidt · Hannes Ocik · Martin Sauer (kormányos)              | Nagy-Britannia (GBR) · Josh Bugajski · Jacob Dawson · Thomas George · Mohamed Sbihi · Charles Elwes · Oliver Wynne-Griffith · James Rudkin · Thomas Ford · Henry Fieldman (kormányos)                   |

### Könnyűsúlyú kétpárevezős
| Olimpia                 | Arany                                                | Ezüst                                                        | Bronz                                                              |
| 1996, Atlanta részletek | Svájc (SUI) · Michael Gier · Markus Gier             | Hollandia (NED) · Maarten van der Linden · Pepijn Aardewijn  | Ausztrália (AUS) · Bruce Hick · Anthony Edwards                    |
| 2000, Sydney részletek  | Lengyelország (POL) · Tomasz Kucharski · Robert Sycz | Olaszország (ITA) · Elia Luini · Leonardo Pettinari          | Franciaország (FRA) · Pascal Touron · Thibaud Chapelle             |
| 2004, Athén részletek   | Lengyelország (POL) · Tomasz Kucharski · Robert Sycz | Franciaország (FRA) · Fréderic Dufour · Pascal Touron        | Görögország (GRE) · Vaszíliosz Polímerosz · Nikólaosz Szkiathítisz |
| 2008, Peking részletek  | Nagy-Britannia (GBR) · Zac Purchase · Mark Hunter    | Görögország (GRE) · Dimítrisz Mújosz · Vaszíliosz Polímerosz | Dánia (DEN) · Mads Rasmussen · Rasmus Quist                        |
| 2012, London részletek  | Dánia (DEN) · Mads Rasmussen · Rasmus Quist          | Nagy-Britannia (GBR) · Zac Purchase · Mark Hunter            | Új-Zéland (NZL) · Storm Uru · Peter Taylor                         |
| 2016, Rio részletek     | Franciaország (FRA) · Pierre Houin · Jérémie Azou    | Írország (IRL) · Gary O'Donovan · Paul O'Donovan             | Norvégia (NOR) · Kristoffer Brun · Are Strandli                    |
| 2020, Tokió részletek   | Írország (IRL) · Fintan McCarthy · Paul O'Donovan    | Németország (GER) · Jonathan Rommelmann · Jason Osborne      | Olaszország (ITA) · Stefano Oppo · Pietro Ruta                     |

## Megszűnt versenyszámok

### Könnyűsúlyú kormányos nélküli négyes
| Olimpia                | Arany                                                                                         | Ezüst                                                                                            | Bronz                                                                                           |
| 1996, Atlanta          | Dánia (DEN) · Victor Feddersen · Niels Henriksen · Thomas Poulsen · Eskild Ebbesen            | Kanada (CAN) · Brian Peaker · Jeffrey Lay · Dave Boyes · Gavin Hassett                           | Egyesült Államok (USA) · Marc Schneider · Jeff Pfaendtner · David Collins · William Carlucci    |
| 2000, Sydney           | Franciaország (FRA) · Laurent Porchier · Jean-Christophe Bette · Yves Hocdé · Xavier Dorfmann | Ausztrália (AUS) · Simon Burgess · Anthony Edwards · Darren Balmforth · Robert Richards          | Dánia (DEN) · Søren Madsen · Thomas Ebert · Eskild Ebbesen · Victor Feddersen                   |
| 2004, Athén            | Dánia (DEN) · Thor Kristensen · Thomas Ebert · Stephan Mølvig · Eskild Ebbesen                | Ausztrália (AUS) · Glen Loftus · Anthony Edwards · Ben Cureton · Simon Burgess                   | Olaszország (ITA) · Lorenzo Bertini · Catello Amarante · Salvatore Amitrano · Bruno Mascarenhas |
| 2008, Peking részletek | Dánia (DEN) · Thomas Ebert · Morten Jørgensen · Eskild Ebbesen · Mads Andersen                | Lengyelország (POL) · Łukasz Pawłowski · Bartłomiej Pawełczak · Miłosz Bernatajtys · Paweł Rańda | Kanada (CAN) · Iain Brambell · Jon Beare · Mike Lewis · Liam Parsons                            |
| 2012, London részletek | Dél-afrikai Köztársaság (RSA) · James Thompson · Matthew Brittain · John Smith · Sizwe Ndlovu | Nagy-Britannia (GBR) · Peter Chambers · Rob Williams · Richard Chambers · Chris Bartley          | Dánia (DEN) · Kasper Winther · Morten Jørgensen · Jacob Barsoe · Eskild Ebbesen                 |
| 2016, Rio részletek    | Svájc (SUI) · Lucas Tramèr · Simon Schürch · Simon Niepmann · Mario Gyr                       | Dánia (DEN) · Jacob Barsøe · Jacob Larsen · Kasper Winther Jørgensen · Morten Jørgensen          | Franciaország (FRA) · Franck Solforosi · Thomas Baroukh · Guillaume Raineau · Thibault Colard   |

### Kormányos kettes
| Olimpia           | Arany                                                                                            | Ezüst                                                                                     | Bronz                                                                       |
| 1900, Párizs      | Nemzetközi Csapat (ZZX) · François Brandt · Roelof Klein · Hermanus Brockmann · Ismeretlen korm. | Franciaország (FRA) · Lucien Martinet · Waleff · Ismeretlen korm.                         | Franciaország (FRA) · Carlos Deltour · Antoine Védrenne · Raoul Paoli       |
| 1904–1912         | Nem szerepelt az olimpiai programban                                                             | Nem szerepelt az olimpiai programban                                                      | Nem szerepelt az olimpiai programban                                        |
| 1920, Antwerpen   | Olaszország (ITA) · Ercole Olgeni · Giovanni Scatturin · Guido De Filip                          | Franciaország (FRA) · Gabriel Poix · Maurice Bouton · Ernest Barberolle                   | Svájc (SUI) · Édouard Candeveau · Alfred Felber · Paul Piaget               |
| 1924, Párizs      | Svájc (SUI) · Édouard Candeveau · Alfred Felber · Émile Lachapelle                               | Olaszország (ITA) · Ercole Olgeni · Giovanni Scatturin · Gino Sopracordevole              | Egyesült Államok (USA) · Leon Butler · Harold Wilson · Edward Jennings      |
| 1928, Amszterdam  | Svájc (SUI) · Hans Schöchlin · Karl Schöchlin · Hans Bourquin                                    | Franciaország (FRA) · Armand Marcelle · Edouard Marcelle · Henri Préaux                   | Belgium (BEL) · Léon Flament · François de Coninck · Georges Anthony        |
| 1932, Los Angeles | Egyesült Államok (USA) · Joseph Schauers · Charles Kieffer · Edward Jennings                     | Lengyelország (POL) · Jerzy Braun · Janusz Ślązak · Jerzy Skolimowski                     | Franciaország (FRA) · Anselme Brusa · André Giriat · Pierre Brunet          |
| 1936, Berlin      | Németország (GER) · Gerhard Gustmann · Herbert Adamski · Dieter Arend                            | Olaszország (ITA) · Almiro Bergamo · Guido Santin · Luciano Negrini                       | Franciaország (FRA) · Marceau Fourcade · Georges Tapie · Noël Vandernotte   |
| 1948, London      | Dánia (DEN) · Finn Pedersen · Tage Henriksen · Carl-Ebbe Andersen                                | Olaszország (ITA) · Giovanni Steffè · Aldo Tarlao · Alberto Radi                          | Magyarország (HUN) · Szendey Antal · Zsitnik Béla · Zimonyi Róbert          |
| 1952, Helsinki    | Franciaország (FRA) · Raymond Salles · Gaston Mercier · Bernard Malivoire                        | Németország (GER) · Heinz Manchen · Helmut Heinhold · Helmut Noll                         | Dánia (DEN) · Svend Petersen · Poul Svendsen · Jørgen Frantzen              |
| 1956, Melbourne   | Egyesült Államok (USA) · Arthur Ayrault · Conn Findlay · Armin Seiffert                          | Egyesült Német Csapat (EUA) · Karl-Heinrich von Groddeck · Horst Arndt · Rainer Borkowsky | Szovjetunió (URS) · Igor Jemcsuk · Georgij Zsilin · Vlagyimir Petrov        |
| 1960, Róma        | Egyesült Német Csapat (EUA) · Bernhard Knubel · Heinz Renneberg · Klaus Zerta                    | Szovjetunió (URS) · Antanas Bagdonavičius · Zigmas Jukna · Igor Rudakov                   | Egyesült Államok (USA) · Richard Draeger · Conn Findlay · Kent Mitchell     |
| 1964, Tokió       | Egyesült Államok (USA) · Edward Ferry · Conn Findlay · Kent Mitchell                             | Franciaország (FRA) · Jacques Morel · Georges Morel · Jean Claude Darouy                  | Hollandia (NED) · Jan Just Bos · Herman Rouwé · Frederik Hartsuiker         |
| 1968, Mexikóváros | Olaszország (ITA) · Primo Baran · Renzo Sambo · Bruno Cipolla                                    | Hollandia (NED) · Herman Suselbeek · Hadriaan van Nes · Roderick Rijnders                 | Dánia (DEN) · Jørn Krab · Harry Jørgensen · Preben Krab                     |
| 1972, München     | NDK (GDR) · Wolfgang Gunkel · Jörg Lucke · Klaus-Dieter Neubert                                  | Csehszlovákia (TCH) · Oldřich Svojanovský · Pavel Svojanovský · Vladimír Petříček         | Románia (ROU) · Ştefan Tudor · Petre Ceapura · Lavrenszki László            |
| 1976, Montréal    | NDK (GDR) · Harald Jährling · Friedrich-Wilhelm Ulrich · Georg Spohr                             | Szovjetunió (URS) · Dmitrij Behtyerev · Jurij Surkalov · Jurij Lorencszon                 | Csehszlovákia (TCH) · Oldřich Svojanovský · Pavel Svojanovský · Ludvík Vébr |
| 1980, Moszkva     | NDK (GDR) · Harald Jährling · Friedrich-Wilhelm Ulrich · Georg Spohr                             | Szovjetunió (URS) · Viktor Pereverzev · Gennagyij Krjucskin · Alekszandr Lukjanov         | Jugoszlávia (YUG) · Duško Mrduljaš · Zlatko Celent · Josip Reic             |
| 1984, Los Angeles | Olaszország (ITA) · Carmine Abbagnale · Giuseppe Abbagnale · Giuseppe Di Capua                   | Románia (ROU) · Dimitrie Popescu · Vasile Tomoiagă · Dumitru Răducanu                     | Egyesült Államok (USA) · Kevin Still · Robert Espeseth · Doug Herland       |
| 1988, Szöul       | Olaszország (ITA) · Giuseppe Di Capua · Carmine Abbagnale · Giuseppe Abbagnale                   | NDK (GDR) · Mario Streit · Detlef Kirchhoff · René Rensch                                 | Nagy-Britannia (GBR) · Patrick Sweeney · Andy Holmes · Steve Redgrave       |
| 1992, Barcelona   | Nagy-Britannia (GBR) · Garry Herbert · Greg Searle · Jonny Searle                                | Olaszország (ITA) · Giuseppe Di Capua · Carmine Abbagnale · Giuseppe Abbagnale            | Románia (ROU) · Dimitrie Popescu · Dumitru Răducanu · Nicolaie Taga         |

### Kormányos négyes
| Olimpia           | Arany | Ezüst | Bronz |
| 1900, Párizs      | Franciaország (FRA) · Henri Bouckaert · Jean Cau · Émile Delchambre · Henri Hazebroucq · Charlot (korm.)                                | Franciaország (FRA) · Georges Lumpp · Charles Perrin · Daniel Soubeyran · Émile Wegelin · Ismeretlen (korm.)          | Németország (GER) · Wilhelm Carstens · Julius Körner · Adolf Möller · Hugo Rüster · Gustav Moths (korm.) · Max Ammermann       |
| 1900, Párizs      | Németország (GER) · Gustav Goßler · Oskar Goßler · Walter Katzenstein · Waldemar Tietgens · Carl Goßler                                 | Hollandia (NED) · Coenraad Hiebendaal · Geert Lotsij · Paul Lotsij · Johannes Terwogt · Hermanus Brockmann            | Németország (GER) · Ernst Felle · Otto Fickeisen · Carl Lehle · Hermann Wilker · Franz Kröwerath                               |
| 1904–1908         | Nem szerepelt az olimpiai programban | Nem szerepelt az olimpiai programban                                                                                  | Nem szerepelt az olimpiai programban                                                                                           |
| 1912, Stockholm   | Németország (GER) · Albert Arnheiter · Hermann Wilker · Rudolf Fickeisen · Otto Fickeisen · Karl Leister                                | Nagy-Britannia (GBR) · Julius Beresford · Karl Vernon · Charles Rought · Bruce Logan · Geoffrey Carr                  | Dánia (DEN) · Erik Bisgaard · Rasmus Frandsen · Mikael Simonsen · Poul Thymann · Ejgil Clemmensen                              |
| 1920, Antwerpen   | Svájc (SUI) · Willy Brüderlin · Max Rudolf · Paul Rudolf · Hans Walter · Paul Staub                                                     | Egyesült Államok (USA) · Kenneth Myers · Carl Klose · Franz Federschmidt · Erich Federschmidt · Sherman Clark         | Norvégia (NOR) · Birger Var · Theodor Klem · Henry Larsen · Per Gulbrandsen · Thoralf Hagen                                    |
| 1924, Párizs      | Svájc (SUI) · Emile Albrecht · Alfred Probst · Eugen Sigg · Hans Walter · Émile Lachapelle                                              | Franciaország (FRA) · Eugène Constant · Louis Gressier · Georges Lecointe · Raymond Talleux · Ernest Barberolle       | Egyesült Államok (USA) · Robert Gerhardt · Sidney Jelinek · Edward Mitchell · Henry Welsford · John Kennedy                    |
| 1928, Amszterdam  | Olaszország (ITA) · Valerio Perentin · Giliante D'Este · Nicolò Vittori · Giovanni Delise · Renato Petronio                             | Svájc (SUI) · Ernst Haas · Joseph Meyer · Otto Bucher · Karl Schwegler · Fritz Bösch                                  | Lengyelország (POL) · Franciszek Bronikowski · Edmund Jankowski · Leon Birkholc · Bernard Ormanowski · Bolesław Drewek         |
| 1932, Los Angeles | Németország (GER) · Hans Eller · Horst Hoeck · Walter Meyer · Joachim Spremberg · Carlheinz Neumann                                     | Olaszország (ITA) · Bruno Vattovaz · Giovanni Plazzer · Riccardo Divora · Bruno Parovel · Giovanni Scher              | Lengyelország (POL) · Jerzy Braun · Janusz Ślązak · Stanisław Urban · Edward Kobyliński · Jerzy Skolimowski                    |
| 1936, Berlin      | Németország (GER) · Hans Maier · Walter Volle · Ernst Gaber · Paul Söllner · Fritz Bauer                                                | Svájc (SUI) · Hermann Betschart · Hans Homberger · Alex Homberger · Karl Schmid · Rolf Spring                         | Franciaország (FRA) · Fernand Vandernotte · Marcel Vandernotte · Jean Cosmat · Marcel Chauvigné · Noël Vandernotte             |
| 1948, London      | Egyesült Államok (USA) · Warren Westlund · Robert Martin · Robert Will · Gordon Giovanelli · Allan Morgan                               | Svájc (SUI) · Rudolf Reichling · Erich Schriever · Emil Knecht · Pierre Stebler · André Moccand                       | Dánia (DEN) · Erik Larsen · Børge Nielsen · Henry Larsen · Harry Knudsen · Jørgen Olsen                                        |
| 1952, Helsinki    | Csehszlovákia (TCH) · Karel Mejta · Jiří Havlis · Jan Jindra · Stanislav Lusk · Miroslav Koranda                                        | Svájc (SUI) · Enrico Bianchi · Karl Weidmann · Heinrich Scheller · Émile Ess · Walter Leiser                          | Egyesült Államok (USA) · Carl Lovested · Alvin Ulbrickson · Richard Wahlstrom · Matthew Leanderson · Albert Rossi              |
| 1956, Melbourne   | Olaszország (ITA) · Alberto Winkler · Romano Sgheiz · Angelo Vanzin · Franco Trincavelli · Ivo Stefanoni                                | Svédország (SWE) · Olle Larsson · Gösta Eriksson · Ivar Aronsson · Evert Gunnarsson · Bertil Göransson                | Finnország (FIN) · Kauko Hänninen · Reino Poutanen · Veli Lehtelä · Toimi Pitkänen · Matti Niemi                               |
| 1960, Róma        | Egyesült Német Csapat (EUA) · Gerd Cintl · Horst Effertz · Klaus Riekemann · Jürgen Litz · Michael Obst                                 | Franciaország (FRA) · Robert Dumontois · Claude Martin · Jacques Morel · Guy Nosbaum · Jean Klein                     | Olaszország (ITA) · Fulvio Balatti · Romano Sgheiz · Franco Trincavelli · Giovanni Zucchi · Ivo Stefanoni                      |
| 1964, Tokió       | Egyesült Német Csapat (EUA) · Peter Neusel · Bernhard Britting · Joachim Werner · Egbert Hirschfelder · Juergen Oelke (korm.)           | Olaszország (ITA) · Renato Bosatta · Emilio Trivini · Giuseppe Galante · Franco De Pedrina · Giovanni Spinola (korm.) | Hollandia (NED) · Lex Mullink · Jan van de Graaff · Frederik van de Graaff · Robert van der Graaf · Marius Klumperbeek (korm.) |
| 1968, Mexikóváros | Új-Zéland (NZL) · Dick Joyce · Ross Collinge · Dudley Storey · Warren Cole · Simon Dickie (korm.)                                       | NDK (GDR) · Peter Kremtz · Manfred Gelpke · Roland Göhler · Klaus Jacob · Dieter Semetzky (korm.)                     | Svájc (SUI) · Denis Oswald · Peter Bolliger · Hugo Waser · Jakob Grob · Gottlieb Fröhlich (korm.)                              |
| 1972, München     | NSZK (FRG) · Peter Berger · Hans-Johann Färber · Gerhard Auer · Alois Bierl · Uwe Benter (korm.)                                        | NDK (GDR) · Dietrich Zander · Reinhard Gust · Eckhard Martens · Rolf Jobst · Klaus-Dieter Ludwig (korm.)              | Csehszlovákia (TCH) · Otakar Mareček · Karel Neffe · Vladimír Jánoš · František Provazník · Vladimír Petříček (korm.)          |
| 1976, Montréal    | Szovjetunió (URS) · Vlagyimir Jesinov · Nyikolaj Ivanov · Mihail Kuznyecov · Alekszandr Klepikov · Alekszandr Lukjanov · Aleksandr Sema | NDK (GDR) · Andreas Schulz · Rüdiger Kunze · Walter Dießner · Ullrich Dießner · Johannes Thomas                       | NSZK (FRG) · Hans-Johann Färber · Ralph Kubail · Siegfried Fricke · Peter Niehusen · Hartmut Wenzel                            |
| 1980, Moszkva     | NDK (GDR) · Dieter Wendisch · Ullrich Dießner · Walter Dießner · Gottfried Döhn · Andreas Gregor                                        | Szovjetunió (URS) · Artūrs Garonskis · Dimants Krišjānis · Dzintars Krišjānis · Žoržs Tikmers · Juris Bērziņš         | Lengyelország (POL) · Grzegorz Stellak · Adam Tomasiak · Grzegorz Nowak · Ryszard Stadniuk · Ryszard Kubiak                    |
| 1984, Los Angeles | Nagy-Britannia (GBR) · Richard Budgett · Martin Cross · Adrian Ellison · Andy Holmes · Steve Redgrave                                   | Egyesült Államok (USA) · Edward A. Ives · Thomas N. Kiefer · Michael Bach · Greg T. Springer · John S. Stillings      | Új-Zéland (NZL) · Brett Hollister · Kevin Lawton · Barrie Mabbott · Don Symon · Ross Tong                                      |
| 1988, Szöul       | NDK (GDR) · Bernd Niesecke · Hendrik Reiher · Karsten Schmelling · Bernd Eichwurzel · Frank Klawonn                                     | Románia (ROU) · Dimitrie Popescu · Ioan Șnep · Vasile Tomoiagă · Lavrenszki László · Valenti Robu                     | Új-Zéland (NZL) · Chris White · Ian Wright · Andrew Bird · Greg Johnston · George Keys                                         |
| 1992, Barcelona   | Románia (ROU) · Iulica Ruican · Viorel Talapan · Dimitrie Popescu · Dumitru Răducanu · Nicolaie Taga                                    | Németország (GER) · Ralf Brudel · Uwe Kellner · Thoralf Peters · Karsten Finger · Hendrik Reiher                      | Lengyelország (POL) · Wojciech Jankowski · Maciej Łasicki · Jacek Streich · Tomasz Tomiak · Michał Cieślak                     |

### Kormányos négyes, belsővillás
| Olimpia         | Arany                                                                                    | Ezüst | Bronz                                                                                            |
| 1912, Stockholm | Dánia (DEN) · Ejler Allert · Jørgen Hansen · Carl Møller · Carl Pedersen · Poul Hartmann | Svédország (SWE) · Ture Rosvall · William Bruhn-Möller · Conrad Brunkman · Herman Dahlbäck · Wilhelm Wilkens | Norvégia (NOR) · Claus Høyer · Reidar Holter · Magnus Herseth · Frithjof Olstad · Olav Bjørnstad |